# Bauhinia dumosa
Bauhinia dumosa är en ärtväxtart som beskrevs av George Bentham. Bauhinia dumosa ingår i släktet Bauhinia och familjen ärtväxter. Inga underarter finns listade i Catalogue of Life.